# Оповіщення про надзвичайні ситуації
Спові́щення про загрозу виникнення або виникнення надзвичайних ситуацій — доведення сигналів і повідомлень органів управління цивільного захисту про загрозу та виникнення надзвичайних ситуацій, аварій, катастроф, епідемій, пожеж тощо до центральних і місцевих органів виконавчої влади, підприємств, установ, організацій і населення.

Оповіщення про загрозу або виникнення надзвичайних ситуацій полягає у своєчасному доведенні такої інформації до органів управління цивільного захисту, сил цивільного захисту, суб’єктів господарювання та населення.

## Посадові особи, що приймають рішення про оповіщення
Рішення про оповіщення у разі загрози виникнення або виникнення надзвичайної ситуації приймають на рівнях:
- загальнодержавному - Прем’єр-міністр України;
- територіальному - голови обласних, Київської міської держадміністрацій;
- місцевому - голови місцевих держадміністрацій або органів місцевого самоврядування;
- об’єктовому - керівники об’єктів. [2]

## Служби, що відповідають за оповіщення
Оповіщення про загрозу виникнення або виникнення надзвичайних ситуацій здійснюється на рівнях:
- загальнодержавному - оперативно-черговою службою на пункті управління ДСНС;
- територіальному - оперативно-черговими службами на пунктах управління обласних, Київської міської держадміністрацій;
- місцевому - черговими службами місцевих органів виконавчої влади (органів місцевого самоврядування);
- об’єктовому - диспетчерськими (черговими) службами об’єктів, на яких створено спеціальні, локальні та об’єктові системи оповіщення.[2]